# はちみつシアター
OLヴィーナス はちみつシアターとは日本の劇団。2004年4月に結成。

## 概要
もともと別の劇団を旗揚げしてそこで活動していた田淵恭子が、ミュージカル劇団になってしまったことに違和感を覚え「普通の芝居」をやりたくなり、その劇団の解散後、同じ劇団に所属していた氏家康介らとともに2004年に結成した
。
「徹底的に観客を楽しませよう」をモットーにトレンド、パフォーマンス、ファッションを取り入れ 「芝居の全てがラストのショーに向けて進行する」という独自のスタイルで活動している。
また、芝居後にはその役柄のキャラクター性を生かしたままのダンスショーを行っている。そこではアイドルっぽい踊りからHIPHOPまで様々なダンスを披露している。
作・演出を担当する巣鴨五反田は、女性特有の強かさと脆弱さを色濃くみせるために登場人物の特徴を 誇張しつつも、ユニセックスな演出手法により男女問わず様々な観点から物語を観ることができるようにリアリティ よりも感性に訴える芝居創作をしている。 「徹底的に観客を楽しませよう」とする根底には 「人と人との繋がりを大切にしたい」というメッセージを込めている。

## 沿革
- 2004年4月 結成。
- 2004年10月　旗揚げ公演「Point」
- 2005年 9月　vol.2「同じ空の下」
- 2006年 9月　vol.3「信ころ」
- 2007年 8月　vol.4「ブリテリ・マイルーラ」
- 2008年 6月　vol.5「ハロキリ〜Hello Killy」
- 2009年 1月　vol.6「エフスカート」
- 2009年 8月　vol.7「メロヘン」
- 2009年12月　vol.7,3スタジオ公演「クリスマスだった…」
- 2010年 4月　vol.8「さくら餅キャンディ」
- 2010年10月　vol.9「ブリテリ・マイルーラGOLD」
- 2011年 9月　外部演劇フェス　劇団劇場vol.4「月光ロック」
- 2011年11月　vol.10「女と、12人の女」
- 2012年 5月　Live vol.1「五月雨タッチパネル」
- 2014年11月　Live vol.2「「バーシブル」
- 2013年 5月　アリスインシアター 「チェンジング ホテル」 - アリスインプロジェクトとの製作協力[3]
- 2013年 9月　Dan32 Vol.1 「タイムマサコ」
- 2014年 6月　vol.11「ロミミ」
- 2014年 8月　vol.12「バーシブル」
- 2014年12月　Live vol.3「ハニードラッグ」
- 2015年 7月　vol.13「25528＋」
- 2015年12月　Live vol.4「バーキン・バーキン」

## メンバー
- 田渕恭子（主宰）
- 氏家康介
- 郡司みわ
- 秋元佐和紀
- 栗野未悠
- 前園幸子